# جيمس إمان كويغير آغري
جيمس إمان كويغير آغري كان مفكرًا ومبشرًا ومعلمًا. وُلد في ساحل الذهب، غرب أفريقيا البريطانية (غانا حاليًا)، وتابع تعليمه الجامعي في الولايات المتحدة، ثم عاد إلى إفريقيا بعد حصوله على شهادة الدراسات العليا من جامعة كولومبيا. كان أول نائب لمدير كلية آتشيموتا.
ظهرت صورته على بعض أصدارات عملة غانا (السيدي الغاني).